# Vacarme
Vacarme est une revue politique et culturelle pluridisciplinaire française publiée chaque trimestre depuis 1997. Elle est éditée par l'association du même nom. Elle se veut proche de ce que l'on appelle les nouveaux mouvements sociaux,. Elle cesse sa parution en 2020 avec un dernier numéro consacré à Marseille.

## Naissance, thèmes abordés et rubriques
Issue du mouvement « Nous sommes la gauche », la revue est conçue, selon Philippe Mangeot, rédacteur en chef entre 1999 et 2004, comme « le fer de lance d’une politique des minorités » et occuperait un positionnement « au sein de la gauche de gauche ».
Vacarme, d'abord publiée par les éditions Amsterdam, parait ensuite chez un autre éditeur de la gauche radicale, Les Prairies ordinaires. Elle se définit comme appartenant à la gauche du mouvement social et culturel. La revue est née après l'appel « Nous sommes la gauche ». Elle regroupe des acteurs du mouvement associatif comme des anciens dirigeants d'Act Up, des journalistes spécialisés dans le domaine de la culture et des réseaux bourdieusiens.
Les thèmes abordés sont volontairement éclectiques et ce, dans chaque numéro : il s'agit aussi bien d'études de sciences sociales, de textes théoriques ou philosophiques, d'enquêtes sur le terrain, de créations littéraires et poétiques, de prises de positions politiques. La revue est ponctuée régulièrement de créations graphiques et de photographies réalisées, spécialement pour la revue ou non, par des artistes contemporains. La revue s'est longtemps fait une spécialité de proposer un grand rébus réalisé, en général, à partir d'une citation littéraire.
Chaque numéro est composé d'un grand entretien, avec une personnalité engagée dans les mouvements sociaux, en général issue du monde scientifique, syndical ou artistique, suivi d'un dossier thématique appelé « chantier », puis un « cahier » composé d'articles divers et enfin une dernière rubrique appelée « lignes », composée de séries d'articles s'étirant d'un numéro à l'autre.

### Au fil des numéros
- Le n°29, automne 2004, consacre un dossier au thème « Michel Foucault 1984-2004 »[7].
- Dans le n°36 de l'été 2006, un article de Peter Szendy du Centre de recherches sur l'art, philosophie, esthétique (CRéART-PHI), Université Paris X, « "Blow Out" ou la captation »[8].
- Dans le n°38, publié en hiver 2007, un article d'Emmanuel Blanchard sur les « Fractures (post)coloniales à Mayotte »[9].
- Dans le n°44 de l'été 2008, un article signé Georges Debrégeas (physicien au CNRS) et Fabien Jobard (politiste au CNRS), titré « Vos papiers ! la science à l’aune de la raison comptable »[10].
- En 2011, la revue change de maquette et de format avec ce nouveau slogan « Vacarme change pour que tout change » inspiré de la fameuse réplique du film Le Guépard de Luchino Visconti (« Il faut que tout change pour que rien ne change »)[11].
- Dans le n°53 de l'automne 2010, un article de Frédéric Graber du Centre de recherches historiques (CRH) à l'École des hautes études en sciences sociales sur « Les projets »[12].
- À noter, dans le n°55, daté du printemps 2011, consacré aux « Nouveaux fascismes ? Enquête sur les droites en Europe », un article de Jérôme Jamin de l'Université de Liège (ULg), « Vieilles pratiques et nouveaux visages. Geert Wilders et l'extrême droite en Europe »[13].
- Dans son n°57, daté de l'automne 2011, la revue consacre un dossier au thème « Drogues : on légalise. Propositions pour aller de l’avant »[14].
- Dans sa livraison n°62 (hiver 2012), la revue publie un entretien avec Gaëlle Krikorian autour de la lutte contre l’accord commercial anti-contrefaçon (ACTA) qualifiée de rare « victoire… pas encore totale »[15].

## Comité de rédaction et principaux collaborateurs
La revue est dirigée par un comité de rédaction composé d'une trentaine de membres issus pour certains de la recherche en sciences sociales, parmi lesquels, notamment Pascale Bouhénic, Vincent Casanova, Gilles Chantraine, Ariane Chottin, Joseph Confavreux, Xavier de La Porte, Suzanne Doppelt, Fabien Jobard, Philippe Mangeot, Antoine Perrot, Mathieu Potte-Bonneville, Sophie Wahnich et Pierre Zaoui. Le directeur de la publication est Vincent Casanova. Le comité assure une rédaction en chef collective et tournante, de manière bénévole,.
Par ailleurs, plusieurs auteurs ont été ou sont des contributeurs réguliers : les musiciens Rodolphe Burger et Fred Poulet, auteur de chroniques sur le sport, Emmanuelle Cosse, ancienne présidente d'Act Up-Paris, le sociologue Éric Fassin, l'ethnologue Jeanne Favret-Saada, l'auteur dramatique et acteur Mohamed Rouabhi, les philosophes Jean-Luc Nancy, Michel Féher et Peter Szendy.

## Budget, partenariats et diffusion
La revue a tout d'abord été financée par ses propres initiateurs avant de devoir s'interrompre au bout d’un an pour des raisons financières et, après un an d’interruption, de pouvoir être relancée grâce à l'aide régulière de Pierre Bergé jusqu'en 2005.
Vacarme a été associée entre 2006 et 2010 aux éditions Amsterdam, ainsi qu'à la revue Multitudes pour sa diffusion et la réalisation d'ouvrages en coéditions puis à partir de 2010 aux Prairies ordinaires. La revue est disponible en librairie par le diffuseur « Les Belles Lettres ».
Le site internet vacarme.org existe depuis 1998 et propose l'intégralité des articles de la revue en libre accès un an après leur publication papier, le tout sous licence Creative Commons CC-BY-NC-ND.

### Travaux universitaires
- « Vacarme », Cultures & Conflits, Ressources documentaires, Ressources universitaires, lire en ligne.
- « Vacarme », Tracés, revue de sciences humaines, lire en ligne.
- Antoine Idier, « Zibaldone ! », Vacarme, no 56, été 2011, Lectures, Les comptes rendus, 2011, mis en ligne le 19 septembre 2011, lire en ligne.